# Amakí-do-havaí
Amaki-do-havai ou amaquii-havaiano (Chlorodrepanis virens) é uma espécie de ave da família Fringillidae.
É endémica do Havaí.